# پلوملوو
پلوملوو (به چکی: Plumlov) یک منطقهٔ مسکونی و شهرستان دارای شهرک سابقاً روستا در جمهوری چک است که در ناحیه پروستییوو واقع شده‌است. پلوملوو ۲٬۴۰۷ نفر جمعیت دارد.